# Dammartin-Marpain
Pour les articles homonymes, voir Dammartin.
Dammartin-Marpain est une commune française située dans le département du Jura, dans la région culturelle et historique de Franche-Comté et la région administrative Bourgogne-Franche-Comté.

## Géographie

### Climat
Pour des articles plus généraux, voir Climat de la Bourgogne-Franche-Comté et Climat du département du Jura.
En 2010, le climat de la commune est de type climat des marges montargnardes, selon une étude du Centre national de la recherche scientifique s'appuyant sur une série de données couvrant la période 1971-2000. En 2020, Météo-France publie une typologie des climats de la France métropolitaine dans laquelle la commune est exposée à un climat semi-continental et est dans une zone de transition entre les régions climatiques « Bourgogne, vallée de la Saône » et « Jura ». 
Pour la période 1971-2000, la température annuelle moyenne est de 10,2 °C, avec une amplitude thermique annuelle de 17,6 °C. Le cumul annuel moyen de précipitations est de 980 mm, avec 12,1 jours de précipitations en janvier et 8,6 jours en juillet. Pour la période 1991-2020, la température moyenne annuelle observée sur la station météorologique de Météo-France la plus proche, « Cugney », sur la commune de Cugney à 18 km à vol d'oiseau, est de 11,2 °C et le cumul annuel moyen de précipitations est de 958,2 mm. 
La température maximale relevée sur cette station est de 40 °C, atteinte le 31 juillet 2020 ; la température minimale est de −17 °C, atteinte le 20 décembre 2009,,. 
Les paramètres climatiques de la commune ont été estimés pour le milieu du siècle (2041-2070) selon différents scénarios d'émission de gaz à effet de serre à partir des nouvelles projections climatiques de référence DRIAS-2020. Ils sont consultables sur un site dédié publié par Météo-France en novembre 2022.

## Urbanisme

### Typologie
Au 1er janvier 2024, Dammartin-Marpain est catégorisée commune rurale à habitat dispersé, selon la nouvelle grille communale de densité à sept niveaux définie par l'Insee en 2022.
Elle est située hors unité urbaine. Par ailleurs la commune fait partie de l'aire d'attraction de Dole, dont elle est une commune de la couronne,. Cette aire, qui regroupe 87 communes, est catégorisée dans les aires de 50 000 à moins de 200 000 habitants,.

### Occupation des sols
L'occupation des sols de la commune, telle qu'elle ressort de la base de données européenne d’occupation biophysique des sols Corine Land Cover (CLC), est marquée par l'importance des territoires agricoles (73,5 % en 2018), une proportion identique à celle de 1990 (73,5 %). La répartition détaillée en 2018 est la suivante : 
terres arables (57,7 %), forêts (24,1 %), prairies (15,5 %), zones urbanisées (2,4 %), zones agricoles hétérogènes (0,3 %). L'évolution de l’occupation des sols de la commune et de ses infrastructures peut être observée sur les différentes représentations cartographiques du territoire : la carte de Cassini (XVIIIe siècle), la carte d'état-major (1820-1866) et les cartes ou photos aériennes de l'IGN pour la période actuelle (1950 à aujourd'hui).

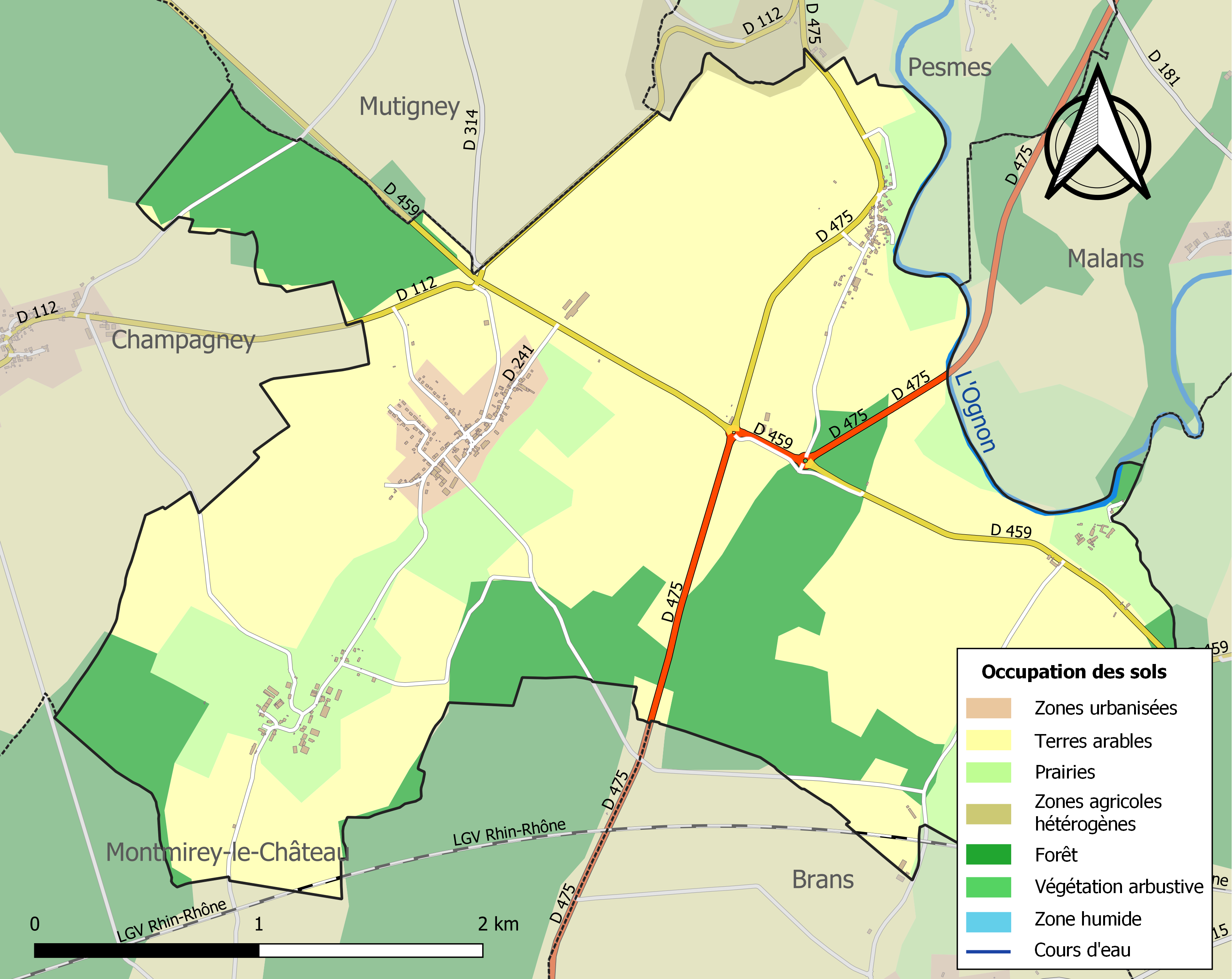
Carte des infrastructures et de l'occupation des sols de la commune en 2018 (CLC).

## Histoire
1823 : rattachement de la commune de Champagnolot à Dammartin.
1824 : réalisation du cadastre de Dammartin.
1973 : fusion de Dammartin et Marpain.

## Politique et administration
| Période                                  | Période  | Identité                                        | Étiquette | Qualité  |
| ---------------------------------------- | -------- | ----------------------------------------------- | --------- | -------- |
|                                          |          |                                                 |           |          |
| circa 1824                               |          | De Froissard                                    |           | Marquis  |
|                                          | 1846     | André Bidaux                                    |           |          |
| 1848                                     |          | Nicolas Lepeut                                  |           |          |
| vers 1891                                | 1894     | Pierre-François Bachelu                         |           |          |
| 1895                                     | 1908     | Léon Déboichet                                  |           |          |
| 1908                                     | 19..     | Léon de Froissard de Broissia                   |           | Vicomte  |
| 19..                                     | 1971     | Gaston Pelleterat de Borde (Besançon 1884-1973) |           |          |
| Les données manquantes sont à compléter. |          |                                                 |           |          |
| 2001                                     | 2008     | Gabriel Jacquet                                 |           |          |
| mars 2008                                | 2020     | Jean-Louis Espuche                              | FN        | Retraité |
| 2020                                     | En cours | Antony Bourcet                                  | DVD       |          |

| Période   | Période | Identité              | Étiquette | Qualité |
| --------- | ------- | --------------------- | --------- | ------- |
|           |         |                       |           |         |
| an VIII   | an XII  | Philibert Roche       |           |         |
| an XII    | an XIII | Jean Claude Roche     |           |         |
| an XIII   | 1808    | Claude Ancey          |           |         |
| ?         | 1813    | Pierre Roche          |           |         |
| 1814      | 1815    | Philippe Barraux      |           |         |
| 1816      | 1816    | Jean Claude Belney    |           |         |
| 1816      | 1830    | Antoine Belleney      |           |         |
| 1831      | 1837    | Claude François Ancey |           |         |
| vers 1842 | 18--    | Barraux               |           |         |

## Démographie
L'évolution du nombre d'habitants est connue à travers les recensements de la population effectués dans la commune depuis 1793. Pour les communes de moins de 10 000 habitants, une enquête de recensement portant sur toute la population est réalisée tous les cinq ans, les populations de référence des années intermédiaires étant quant à elles estimées par interpolation ou extrapolation. Pour la commune, le premier recensement exhaustif entrant dans le cadre du nouveau dispositif a été réalisé en 2007.

En 2022, la commune comptait 343 habitants, en évolution de +3 % par rapport à 2016 (Jura : −0,81 %, France hors Mayotte : +2,11 %).
| 1793 | 1800 | 1806 | 1821 | 1831 | 1836 | 1841 | 1846 | 1851 |
| ---- | ---- | ---- | ---- | ---- | ---- | ---- | ---- | ---- |
| 274  | 214  | 185  | 170  | 296  | 283  | 291  | 294  | 305  |

| 1856 | 1861 | 1866 | 1872 | 1876 | 1881 | 1886 | 1891 | 1896 |
| ---- | ---- | ---- | ---- | ---- | ---- | ---- | ---- | ---- |
| 263  | 271  | 255  | 241  | 239  | 226  | 214  | 213  | 193  |

| 1901 | 1906 | 1911 | 1921 | 1926 | 1931 | 1936 | 1946 | 1954 |
| ---- | ---- | ---- | ---- | ---- | ---- | ---- | ---- | ---- |
| 201  | 206  | 200  | 170  | 153  | 151  | 150  | 154  | 145  |

| 1962 | 1968 | 1975 | 1982 | 1990 | 1999 | 2006 | 2007 | 2012 |
| ---- | ---- | ---- | ---- | ---- | ---- | ---- | ---- | ---- |
| 143  | 144  | 193  | 189  | 175  | 227  | 244  | 246  | 311  |

| 2017 | 2022 | - | - | - | - | - | - | - |
| ---- | ---- | - | - | - | - | - | - | - |
| 342  | 343  | - | - | - | - | - | - | - |

## Culture locale et patrimoine

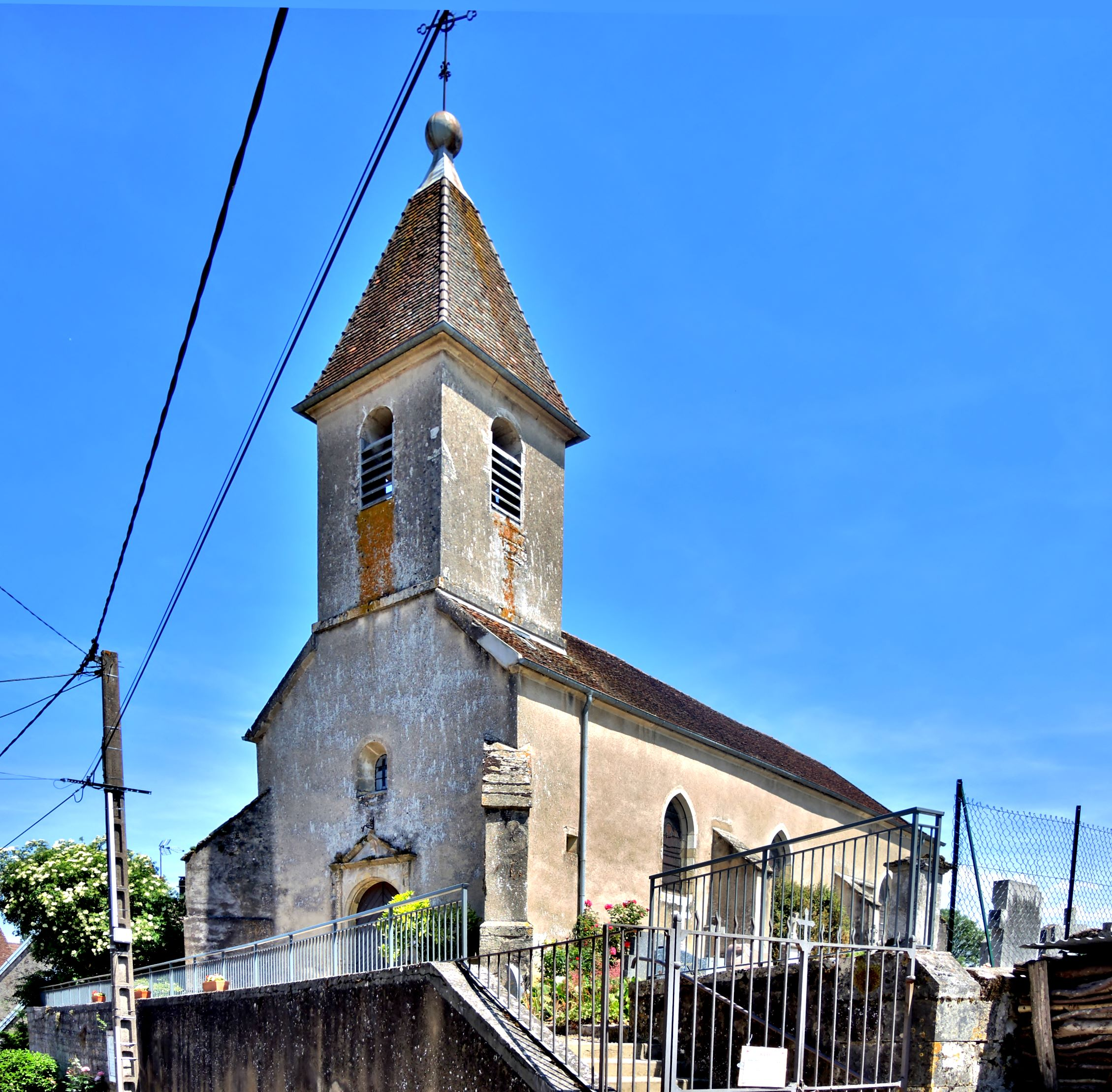
Église Notre-Dame du mont Guérin.

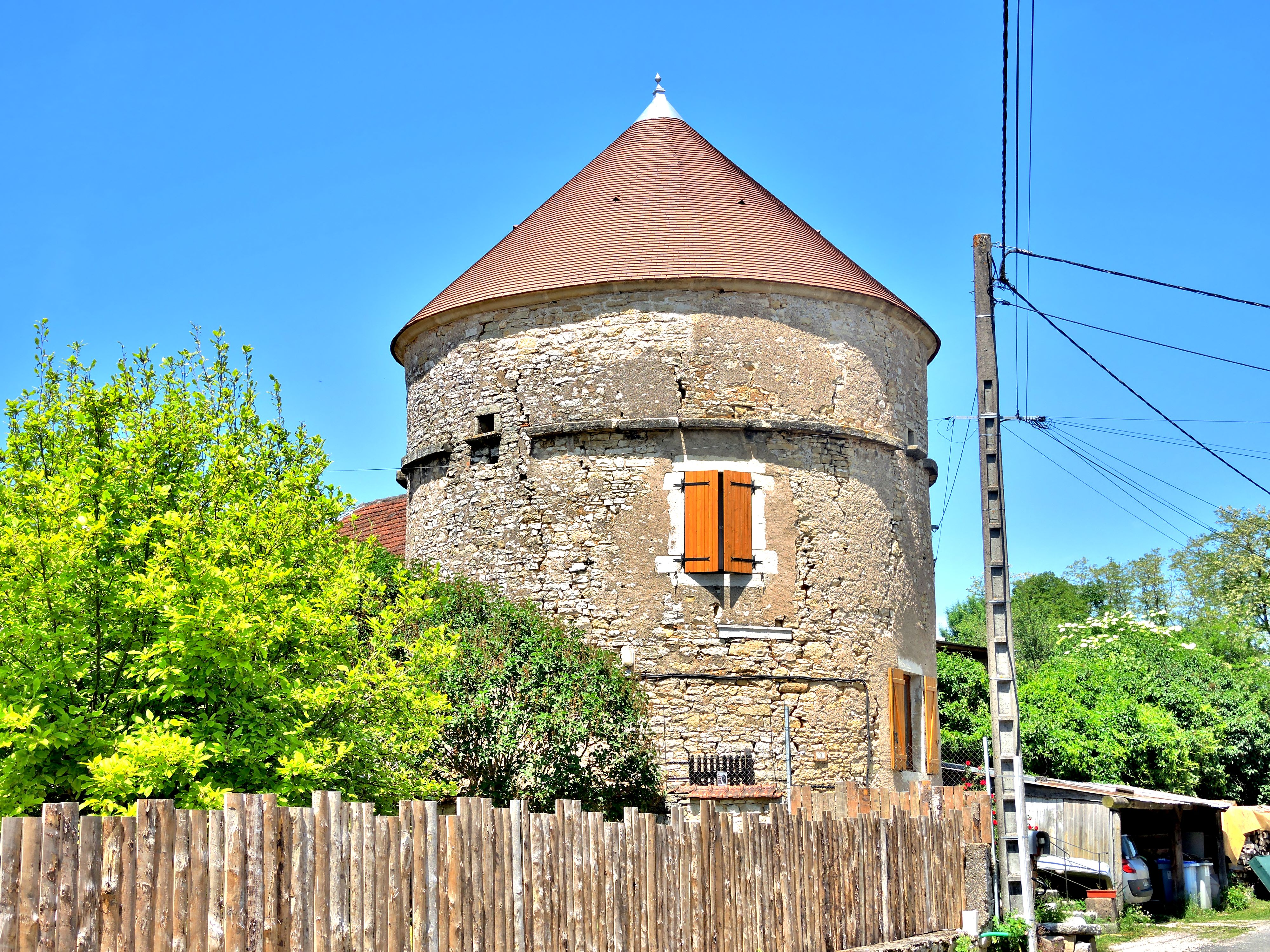
Tour-maison d'habitation à Marpain.

### Lieux et monuments
- Château de Montrambert (XVIe-XIXe), au hameau de Montrambert, partiellement inscrits MH depuis 1987[19] ;
- Château de Dammartin (XVIIe-XVIIIe), rue de l'Église, au bourg, inscrit MH depuis 2011[20] ;
- Église Saint-Martin, à Dammartin ;
- Église Notre-Dame à Marpain ;
- Fontaines (XIXe) ;
- Statue de la Sainte Vierge.

### Dammartin dans les arts
Dammartin est citée dans le poème d'Aragon, Le conscrit des cent villages, écrit comme acte de Résistance intellectuelle de manière clandestine au printemps 1943, pendant la Seconde Guerre mondiale.

### Personnalités liées à la commune
- Paul Grenier (1768-1827) : général des armées de la République et de l'Empire ; comte d'Empire. Son nom est gravé sous l'Arc de Triomphe (14e colonne). Meurt au château de Montrambert.
- Jean Georges Grenier (1771-1835) : général des armées de la République et de l'Empire ; frère du précédent. Son nom est gravé sous l'Arc de Triomphe (7e colonne). Décédé le 6 novembre 1835 dans cette commune.
- Guillaume d'Ussel (1906-1944), Résistant en Corrèze, est né à Marpain.